# Jan Charouz

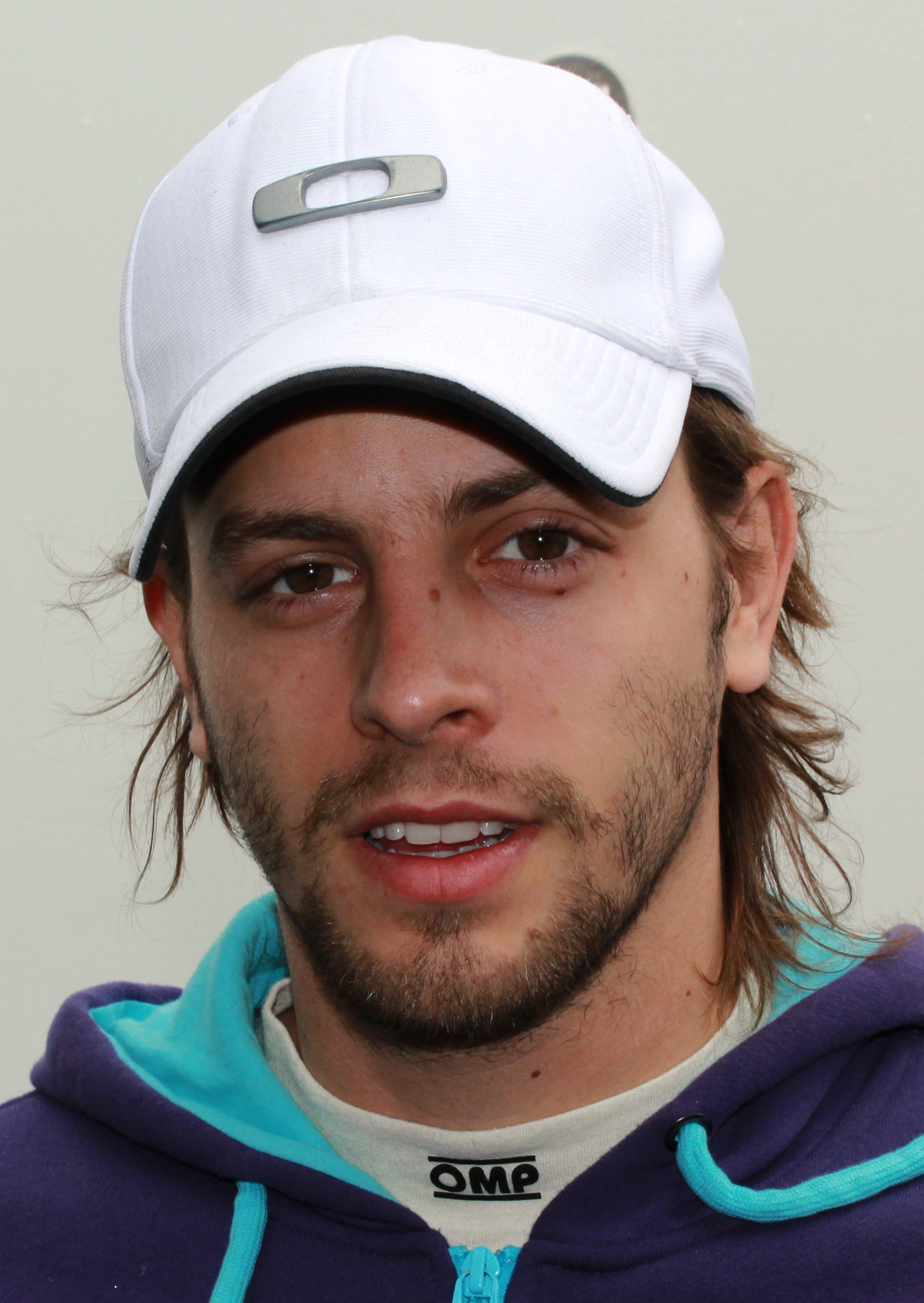
Jan Charouz

Jan Charouz (Praag, 17 juli 1987) is een Tsjechisch autocoureur die anno 2009 in de Le Mans Series rijdt. Hij werd in 2009 kampioen in deze klasse en 4e in de 24 uur van Le Mans 2009. In 2006 werd hij kampioen in de International Formula Master. In 2005 en 2007 nam hij deel aan de A1GP, beide races op Brands Hatch voor A1 Team Tsjechië.

## Formule 1
In 2010 was Charouz testcoureur bij het Renault F1 Team in de Formule 1, evenals een lid van de Renault Driver Development, het opleidingsprogramma van het team. In 2011 was hij dit ook, maar half november mocht hij in de Young Drivers Test op het circuit van Abu Dhabi rijden voor HRT. Hij maakte hier zoveel indruk dat hij ook voor HRT mocht rijden tijdens de eerste vrije training van de Grand Prix van Brazilië.

## Resultaten

### A1GP-resultaten
| Jaar    | Inschrijving     | 1          | 2          | 3       | 4       | 5       | 6       | 7       | 8       | 9       | 10      | 11      | 12      | 13      | 14      | 15      | 16      | 17      | 18      | 19      | 20      | 21         | 22         | Rang | Punten |
| ------- | ---------------- | ---------- | ---------- | ------- | ------- | ------- | ------- | ------- | ------- | ------- | ------- | ------- | ------- | ------- | ------- | ------- | ------- | ------- | ------- | ------- | ------- | ---------- | ---------- | ---- | ------ |
| 2005-06 | A1 Team Tsjechië | GBR SPR 18 | GBR FEA NF | GER SPR | GER FEA | POR SPR | POR FEA | AUS SPR | AUS FEA | MAL SPR | MAL FEA | UAE SPR | UAE FEA | RSA SPR | RSA FEA | IND SPR | IND FEA | MEX SPR | MEX FEA | USA SPR | USA FEA | CHN SPR    | CHN FEA    | 12   | 56     |
| 2006-07 | A1 Team Tsjechië | NED SPR    | NED FEA    | CZE SPR | CZE FEA | BEI SPR | BEI FEA | MAL SPR | MAL FEA | IND SPR | IND FEA | NZL SPR | NZL FEA | AUS SPR | AUS FEA | RSA SPR | RSA FEA | MEX SPR | MEX FEA | SHA SPR | SHA FEA | GBR SPR 13 | GBR FEA 15 | 12   | 27     |

### Totale Formule 1-resultaten
| Seizoen | Inschrijving            | Chassis       | Motor                  | 1   | 2   | 3   | 4   | 5   | 6   | 7   | 8   | 9   | 10  | 11  | 12  | 13  | 14  | 15  | 16  | 17  | 18  | 19     | Pos | Punten |
| ------- | ----------------------- | ------------- | ---------------------- | --- | --- | --- | --- | --- | --- | --- | --- | --- | --- | --- | --- | --- | --- | --- | --- | --- | --- | ------ | --- | ------ |
| 2011    | Hispania Racing F1 Team | Hispania F111 | Cosworth CA2011 2.4 V8 | AUS | MAL | CHN | TUR | ESP | MON | CAN | EUR | GBR | GER | HUN | BEL | ITA | SIN | JPN | KOR | IND | ABU | BRA TC | -   | -      |